# كلارا كونفيرز
كلارا كونفيرز (بالإنجليزية: Clara Converse)‏ هي مبشرة ومُدرسة أمريكية، ولدت في 8 مايو 1857 في مقاطعة ويندهام في الولايات المتحدة، وتوفيت في 24 يناير 1935 في يوكوهاما في اليابان.